# جان لوری
جان لوری (انگلیسی: John Laurie؛ ۲۵ مارس ۱۸۹۷ – ۲۳ ژوئن ۱۹۸۰) هنرپیشه اهل بریتانیا بود.
از فیلم‌هایی که وی در آن نقش داشته‌است، می‌توان به هملت و زندانی زندا اشاره کرد.